# Supermodel po-ukrainsky (mùa 2)
Mùa thứ hai của Supermodel po-ukrainsky được dựa theo America's Next Top Model của Tyra Banks. Alla Kostromichova, Serhiy Nikityuk, Sonya Plakydyuk và Richard Horn quay lại làm giám khảo cho mùa này. Mùa này không có điểm đến quốc tế.
Người chiến thắng trong cuộc thi là Alina Panyuta, 16 tuổi từ Komsomolske. Cô giành được: 1 hợp đồng người mẫu với K Models, 1 hợp đồng người mẫu với Next Model Management ở Milan và lên ảnh bìa cùng 6 trang biên tập cho tạp chí Pink.

## Các thí sinh
(Tuổi tính từ ngày dự thi)
| Thí sinh            | Tuổi | Chiều cao               | Quê quán           | Bị loại ở | Hạng               |
| ------------------- | ---- | ----------------------- | ------------------ | --------- | ------------------ |
| Svitlana Melashich  | 20   | 1,71 m (5 ft 7+1⁄2 in)  | Novhorod-Siverskyi | Tập 2     | 16 (dừng cuộc thi) |
| Katerina Yusupova   | 24   | 1,80 m (5 ft 11 in)     | Kiev               | Tập 2     | 15                 |
| Katerina Lisenko    | 27   | 1,75 m (5 ft 9 in)      | Kiev               | Tập 3     | 14                 |
| Masha Parsenyuk     | 22   | 1,74 m (5 ft 8+1⁄2 in)  | Kiev               | Tập 4     | 13                 |
| Marina Kiryakova    | 25   | 1,71 m (5 ft 7+1⁄2 in)  | Odessa             | Tập 6     | 12                 |
| Katya Kokhanova     | 16   | 1,70 m (5 ft 7 in)      | Odessa             | Tập 7     | 11                 |
| Nastya Tronko       | 19   | 1,74 m (5 ft 8+1⁄2 in)  | Sumy               | Tập 8     | 10–9               |
| Nantina Dronchak    | 19   | 1,75 m (5 ft 9 in)      | Vinnytsia          | Tập 8     | 10–9               |
| Nina Krokhmalyuk    | 20   | 1,76 m (5 ft 9+1⁄2 in)  | Vinnytsia          | Tập 9     | 8                  |
| Milana Pushnya      | 21   | 1,77 m (5 ft 9+1⁄2 in)  | Dnipropetrovsk     | Tập 10    | 7                  |
| Karina Zabolotna    | 19   | 1,70 m (5 ft 7 in)      | Khmelnitsky        | Tập 11    | 6                  |
| Anya Sulima         | 17   | 1,72 m (5 ft 7+1⁄2 in)  | Kryvyi Rih         | Tập 12    | 5                  |
| Lera Miroshnichenko | 19   | 1,75 m (5 ft 9 in)      | Korovyntsi         | Tập 14    | 4                  |
| Arina Lubiteleva    | 17   | 1,80 m (5 ft 11 in)     | Kryvyi Rih         | Tập 15    | 3                  |
| Vika Maremukha      | 25   | 1,66 m (5 ft 5+1⁄2 in)  | Zhmerynka          | Tập 15    | 2                  |
| Alina Panyuta       | 16   | 1,81 m (5 ft 11+1⁄2 in) | Komsomolske        | Tập 15    | 1                  |

## Các tập

### Tập 1
Khởi chiếu: 28 tháng 8 năm 2015
200 thí sinh bán kết được đưa tới một nhà máy bỏ hoang để bắt đầu cuộc thi. Họ đã được gặp ban giám khảo và đã có một buổi phỏng vấn với họ. Sau khi tất cả đã phỏng vấn xong, ban giám khảo đã chọn ra 34 cô gái sẽ còn tiếp tục ở lại cuộc thi.
Ngày hôm sau, 34 thí sinh còn lại đã được gặp Alla lần đầu tiên và họ đã có buổi chụp hình đầu tiên với những chữ cái của tên chương trình. Vào buổi đánh giá đầu tiên, 15 cô gái đã được chọn và sẽ bước vào cuộc thi.
- Nhiếp ảnh gia: Maks Pilipenko

### Tập 2
Khởi chiếu: 4 tháng 9 năm 2015
15 cô gái được di chuyển vào ngôi nhà chung của mình và ngay sau đó, mâu thuẫn diễn ra giữa Svitlana và các cô gái khác đã khiến cho cô phải xách vali ra khỏi ngôi nhà chung và dừng cuộc thi ngay lập tức. Ngày hôm sau, 14 cô gái còn lại đã có buổi chụp hình tiếp theo trong áo tắm, trong khi họ sẽ bị ném sơn và một vài thứ khác vào người. Nhưng trước khi buổi chụp hình bắt đầu, Sergiy đã gặp các cô gái cùng với Alina, thí sinh bán kết bị loại, và thông báo với các cô gái rằng là Alina sẽ thi đấu cùng với họ trong cuộc thi để thế chỗ cho Svitlana. Quay về ngôi nhà chung, các cô gái đã nhìn thấy những tấm ảnh của họ với những kiểu tóc kì lạ trên đầu họ.
Ngày tiếp theo, họ được gặp Sergiy và stylish Teo Dekan để nhận diện mạo mới của mình. Ngày hôm sau, họ được đưa tới biệt thự The Chocolate House cho buổi chụp hình thứ hai hóa thân thành những tay chơi nhạc cụ, trong khi họ sẽ tạo dáng cùng với một nhạc cụ. Vào buổi đánh giá ngày kế tiếp, Katerina Y. trở thành thí sinh đầu tiên bị loại.
- Nhiếp ảnh gia: Maksim Getman, Andrey Bondart
- Khách mời đặc biệt: Teo Dekan

### Tập 3
Khởi chiếu: 11 tháng 9 năm 2015
14 cô gái còn lại được đưa tới một khu trung tâm thương mại cho một buổi huấn luyện catwalk từ đạo diễn sân khấu thời trang Viktoria Zubenko, trước khi họ đã có một buổi trình diễn thời trang bên trong khu trung tâm mua sắm. Ngày hôm sau, họ đã có một buổi học về chế độ ăn uống của người mẫu và đã có một buổi tập thể dục từ quán quân của chương trình Zvazheni ta schaslyvi, Yulia Fomina. Sau đó, họ đã có một buổi huấn luyện catwalk từ Alla.
Ngày tiếp theo, họ được đưa tới một khu tòa án cho thử thách trình diễn thời trang đầu tiên hóa thân thành nữ thần Công lý, trong khi họ sẽ bị bịt mắt trong suốt quá trình đi trên sàn diễn, Lera là người làm tốt nhất nên cô sẽ được miễn loại trong tuần này. Vào buổi đánh giá ngày hôm sau, Katerina L. trở thành thí sinh tiếp theo bị loại.
- Khách mời đặc biệt: Viktoria Zubenko, Yulia Fomina

### Tập 4
Khởi chiếu: 18 tháng 9 năm 2015
13 cô gái còn lại được đưa tới một bãi đậu xe ngầm cho thử thách trình diễn thời trang tiếp theo trong phong cách hip hop, trong khi họ sẽ vừa đi theo đường dẫn trên sàn diễn của mình và vừa phải cảm nhận theo nhịp điệu của beatbox. Ngày hôm sau, họ được gặp Sonya tại ngôi nhà chung và cô đã cho các thí sinh thử thách tạo dáng dựa trên cuốn sách Study of Pose: 1,000 Poses by Coco Rocha, Vika chiến thắng thử thách và sẽ được miễn loại trong tuần này.
Ngày tiếp theo, các cô gái được đưa lại điện thoại để gọi điện thoại cho người thân. Sau đó, họ được đưa tới Leica Studio Photo Production cho buổi chụp hình tiếp theo hóa thân thành những vũ công hip hop, nhưng lần này họ phải tạo dáng lại những kiểu dáng khiêu vũ mà họ đã chọn trước đó. Vào buổi đánh giá ngày hôm sau, Masha trở thành thí sinh tiếp theo bị loại.
- Nhiếp ảnh gia: Andrey Vapnichy

### Tập 5
Khởi chiếu: 25 tháng 9 năm 2015
12 cô gái còn lại đã có thử thách trình diễn thời trang tiếp theo trong những bộ váy cô dâu, trong khi họ sẽ phải đi bên trong một chiếc lồng trong suốt hình cầu trên sàn diễn nổi trên mặt nước. Thử thách đã gây nhiều khó khăn cho các thí sinh, đặc biệt là Lera khi cô sau đó đã phải nhập viện vì bị bong gân dây chằng ở tay. Ngày hôm sau, họ đã bị đánh thức dậy sớm cho một buổi tập thể dục ngoài trời. Sau đó, họ được đưa tới một tiệm cà phê và được gặp Alla cùng với 2 biên đạo viên từ Luck Out Club là Yaroslav Gubsky & Sergiy Guman. Các cô gái sau đó được chia thành 2 nhóm với Arina & Vika là nhóm trưởng của mỗi nhóm, trước khi họ sẽ được tập nhảy vũ đạo riêng biệt để chuẩn bị cho thử thách nhảy trước mặt khán giả trên đường phố Khreshchatyk. Kết quả là đội Vika chiến thắng thử thách và tất cả các thành viên sẽ được miễn loại trong tuần này.
Ngày tiếp theo, họ đã có buổi chụp hình tiếp theo theo phong cách vũ điệu của các dân tộc trên thế giới, nhưng lần này sẽ có 2 cô gái cùng vào chụp hình với một nhiếp ảnh gia riêng biệt. Vào buổi đánh giá ngày hôm sau, Arina là thí sinh tiếp theo bị loại, nhưng sau đó thì ban giám khảo đã quyết định sẽ cho cô thêm một cơ hội nữa. Sau khi buổi loại trừ kết thúc, Alla thông báo với 10 cô gái còn lại là họ sẽ được đưa tới đến nhiều nơi ở Ukraina và điểm đến đầu tiên của họ là Chernivtsi.
- Khách mời đặc biệt: Yaroslav Gubsky, Sergey Guman

### Tập 6
Khởi chiếu: 2 tháng 10 năm 2015
12 cô gái còn lại được đưa tới Chernivtsi và ngay sau đó được di chuyển tới khách sạn của mình. Sau đó, họ được đưa tới rạp hát Olha Kobylianska cho buổi chụp hình tiếp theo hóa thân thành những nhân vật nổi tiếng trên phim, trong khi họ sẽ phải nhảy từ trên cao xuống. Marina là người làm tốt nhất trong buổi chụp hình nên cô chọn Vika để nhận thưởng là một buổi thư giãn trong nhà tắm hơi.
| Thí sinh | Nhân vật sẽ hóa thân           |
| -------- | ------------------------------ |
| Alina    | Trinity                        |
| Anya     | Carrie Bradshaw                |
| Arina    | Nghệ sĩ piano                  |
| Karina   | Leeloo                         |
| Katya    | Bà nội trợ                     |
| Lera     | Maleficent                     |
| Marina   | Polya (Prokurorskaya proverka) |
| Milana   | Mary Poppins                   |
| Nantina  | Alice ở xứ sở thần tiên        |
| Nastya   | Katya xấu xí                   |
| Nina     | Elizabeth Masterson            |
| Vika     | Người đẹp ngủ trong rừng       |

Ngày hôm sau, họ được gặp Sonya và đạo diễn phim Lubomir Levitski tại trường đại học quốc gia Chernivtsi và đã có một buổi học diễn xuất, trước khi họ đã có một buổi quay quảng cáo cho trường học khi họ sẽ hóa thân thành một nhà khoa học đang làm thí nghiệm hóa học. Sau đó, họ đã có một ngày dạo phố ở Chernivtsi. Ngày tiếp theo, họ được đưa tới nhà hàng Ozyornoe cho thử thách trình diễn thời trang tiếp theo hóa thân thành những hồn ma bị chết đuối, trong khi họ sẽ đi trên sàn diễn ở trên mặt nước. Thử thách đã gây nhiều thất bại cho các thí sinh, nên kết quả là không có ai giành được qưyền miễn loại trong tuần này. Vào buổi đánh giá ngày hôm sau, Marina trở thành thí sinh tiếp theo bị loại.
- Nhiếp ảnh gia: Sasha Sako
- Khách mời đặc biệt: Lubomir Levitski

### Tập 7
Khởi chiếu: 9 tháng 10 năm 2015
11 cô gái còn lại được đưa tới Lviv và ngay sau đó được di chuyển tới khách sạn của mình. Sau đó, họ đã di chuyển bằng tàu điện tới quảng trường thành phố và trên đường đi, một nhóm đàn ông người Batiar đến và họ đùa giỡn, tán tỉnh và khiêu vũ với các cô gái tại quảng trường. Alla sau đó đến gặp các cô gái trong trang phục đàn ông Batiar và họ đã có thử thách trình diễn thời trang tiếp theo trong phong cách đàn ông Batiar.
Ngày hôm sau, Sergiy đã đưa các cô gái đến gặp một stylish nổi tiếng nhưng bất ngờ thay, stylish đó chính là diễn viên Maksim Kamenkov đang đóng giả thành người vô gia cư. Sau đó, Maksim đã đưa họ tới một cửa hàng đồ cũ cho thử thách phối đồ theo phong cách đường phố, trong khi họ sẽ chỉ có 200₴ để mua sắm. Kết quả là Anya và Milana là 2 người làm tốt nhất nên sẽ bước vào thử thách cuối cùng là một buổi chụp hình tạo dáng cùng với Maksim, Anya chiến thắng thử thách và sẽ được miễn loại trong tuần tuần này. Các cô gái sau đó được gặp Sonya tại một khu sân chơi chứa đầy những món đồ chơi bị hỏng, trước khi có buổi chụp hình tiếp theo trong chủ đề phòng chống bạo lực, khi họ sẽ hóa thân thành một món đồ chơi bị hỏng do trẻ em phá đám. Ngày tiếp theo, họ đã quay về Kiev cho buổi đánh giá tiếp theo của mình. Kết quả là Katya trở thành thí sinh tiếp theo bị loại.
- Nhiếp ảnh gia: Yaroslav Monchak
- Khách mời đặc biệt: Maksim Kamenkov

### Tập 8
Khởi chiếu: 16 tháng 10 năm 2015
10 cô gái còn lại được đưa tới đường đua Autodrome Chaika cho buổi chụp hình tiếp theo mang thông điệp "Đừng làm tài xế mất tập trung", khi họ sẽ phải tỏ ra gây mất tập trung với tài xế trong khi ngồi bên trong một chiếc xe đua đang chuyển động trên đường đua.
Ngày hôm sau, các cô gái đã phải đối mặt sự sợ hãi của mình khi họ phải đi catwalk trong khi đeo chiếc kính thực tế ảo trên mặt. Sau đó, họ được đưa tới khu trung tâm mua sắm Karavan cho thử thách trình diễn thời trang tiếp theo, khi họ lúc đầu sẽ hóa thân thành tay đua xe trước khi dừng lại ở giữa sàn diễn để thay đổi trang phục của mình, trong khi sẽ có 2 tay đua lái xe xung quanh họ để che họ thay đồ. Kết quả là Nina là người làm tốt nhất nên cô sẽ được miễn loại trong tuần này. Vào buổi đánh giá ngày tiếp theo, Nastya là thí sinh tiếp theo bị loại, nhưng sau đó thì Nantina là thí sinh kế tiếp bị loại. 
- Nhiếp ảnh gia: Maks Pilipenko

### Tập 9
Khởi chiếu: 23 tháng 10 năm 2015
Alla đã đến ngôi nhà chung để thông báo với 8 cô gái còn lại là cô đã mang thai và tuần này họ sẽ phải bỏ phiếu cho người nên bị loại khỏi cuộc thi. Ngày hôm sau, họ được đưa tới bảo tàng du hành vũ trụ Sergei Pavlovich Korolyov ở Zhytomyr cho buổi chụp hình tiếp theo hóa thân thành người ngoài hành tinh, trong khi họ sẽ phải tạo dáng bên trong một bể nước. Sau khi buổi chụp hình kết thúc, các cô gái đã bỏ phiếu cho người nên bị loại. Ngày hôm sau, họ được gặp Alla đang hóa thân thành Marilyn Monroe và đã có thử thách chụp hình với những người lạ trên đường phố, trong khi họ sẽ phải hóa trang thành một nhân vật hoạt hình. Kết quả là Karina chiến thắng thử thách và sẽ được miễn loại trong tuần này. Sau đó, họ được gặp 2 thí sinh của trước là Alona Ruban & Vlada Rogovenko và họ đã có một buổi nói chuyện tại ngôi nhà chung.
Ngày tiếp theo, họ được nhận một hộp quà chứa đầy rác tái chế và họ biết được đây là gợi ý cho thử thách trình diễn thời trang. Sau đó, họ được đưa tới một nhà máy xử lí rác tái chế cho thử thách trình diễn thời trang tiếp theo trong những bộ váy làm từ rác tái chế, trong khi họ sẽ phải đi trên dải băng chuyền ngược lùi với họ. Sau khi thử thách trình diễn thời trang kết thúc, các cô gái đã bỏ phiếu lần 2 cho người nên bị loại. Vào buổi đánh giá, tất cả các cô gái đều được vào phòng an toàn, ban giám khảo đã kiểm tra phiếu bầu của các cô gái và kết quả là Anya, Nina, Alina và Milana là 4 người có nhiều phiếu bầu nhất và Anya & Nina là 2 người có nhiều nhất trong tất cả với tỉ lệ là 5-5-3-1. Và sau khi cân nhắc, ban giám khảo quyết định Nina sẽ là thí sinh tiếp theo bị loại.
- Nhiếp ảnh gia: Anton Tkachenko
- Khách mời đặc biệt: Alona Ruban, Vlada Rogovenko

### Tập 10
Khởi chiếu: 30 tháng 10 năm 2015
7 cô gái còn lại được đưa tới một nhà máy bỏ hoang cho buổi chụp hình tiếp theo hóa thân thành những loài côn trùng, nhưng họ sẽ phải tạo dáng cùng với những loài bò sát trong khi bị treo ngược lại trên không. Trước khi buổi chụp hình bắt đầu, các cô gái đã được kiểm tra sức khỏe và Milana đã phải thực hiện buổi chụp hình bằng cách đứng trên mặt đất.
Ngày hôm sau, Arina đã phải rời khỏi ngôi nhà chung để lo cho việc học của mình, trong khi các cô gái còn lại được gặp thí sinh mùa trước Vlada Rogovenko cùng với một con lợn con, trước khi họ được đưa tới quán rượu Porter và bạn trai của Milana bất ngờ đến thăm. Sau đó, họ đã có thử thách đấu vật trên bùn, Alina chiến thắng thử thách và cô không những sẽ được miễn loại trong tuần này, mà còn nhận được một đôi găng tay đấm bốc. Quay về ngôi nhà chung, các cô gái cùng với Arina đã hoảng hồn khi bên trong ngôi nhà đã bị trang trí một cách rùng rợn và họ biết được đây là gợi ý cho thử thách trình diễn thời trang vào ngày mai. Ngày tiếp theo, họ được đưa tới hộp đêm Stereo Plaza và đã có thử thách trình diễn thời trang tiếp theo cho buổi biểu diễn Ballet Pop-Gorn của Richard. Vào buổi đánh giá ngày hôm sau, Milana trở thành thí sinh tiếp theo bị loại.
- Khách mời đặc biệt: Vlada Rogovenko

### Tập 11
Khởi chiếu: 6 tháng 11 năm 2015
6 cô gái còn lại đã có một buổi dạo phố thì bất ngờ được gặp lại người thân của mình. Sau đó, họ và người thân của mình đã có thử thách chụp hình nói lên gia đình họ, Lera chiến thắng thử thách và mẹ của cô sẽ được ở qua đêm với cô tại ngôi nhà chung. Ngày hôm sau, họ đã có buổi chụp hình tiếp theo với động vật, trong khi sẽ được sơn lên người thành con vật đó.
Ngày tiếp theo, họ đã có một buổi tập cưỡi ngựa trước khi có thử thách trình diễn thời trang tiếp theo lấy cảm hứng từ bộ sưu tập Xuân-Hè 2011 của Hermes, trong khi họ sẽ phải đi catwalk cùng với ngựa. Vào buổi đánh giá ngày hôm sau, Karina trở thành thí sinh tiếp theo bị loại. Sau khi buổi loại trừ kết thúc, Alla thông báo với 5 cô gái còn lại là họ sẽ được tới Odessa.
- Nhiếp ảnh gia: Dmitro Peretrutov
- Khách mời đặc biệt: Andrey Bondart

### Tập 12
Khởi chiếu: 13 tháng 11 năm 2015
5 cô gái còn lại được đưa tới Odessa và họ đã có một ngày thư giãn trên du thuyền. Sau đó, họ đã có thử thách trình diễn thời trang tiếp theo trong áo tắm, trong khi họ sẽ phải trên sàn diễn làm bằng phao nổi trên biển. Kết quả là Lera là người làm tốt nhất nên cô sẽ được tham gia vào một buổi phỏng vấn trên kênh radio Prosto với phóng viên Aleksander Novitsky. Ngày hôm sau, họ được đưa tới khách sạn Mozart và đã có nhiệm vụ đi tìm một người nước ngoài của mình trên đường phố. Sau đó, họ đã một buổi buổi nói chuyện bằng tiếng Anh với người đó, trong khi Alla & Sonya đang bí mật quan sát họ.
Ngày tiếp theo, họ được đưa tới pháo đài Bilhorod-Dnistrovskyi cho buổi chụp hình tiếp theo hóa thân thành những võ sĩ giác đấu, trong khi họ sẽ tạo dáng cùng với người mà hôm qua họ đã nói chuyện cùng. Ngày hôm sau, trong khi họ đang ở bãi biển thì Sergiy và nhiếp ảnh gia Alexey đến gặp các cô gái, và họ đã bị sốc khi biết được rằng Alexey đã chụp lén họ trong suốt cả tuần ở Odessa. Vào buổi đánh giá, Anya trở thành thí sinh tiếp theo bị loại.
- Nhiếp ảnh gia: Alexey Katashinsky
- Khách mời đặc biệt: Aleksander Novitsky

### Tập 13
Khởi chiếu: 20 tháng 11 năm 2015
4 cô gái còn lại được đưa tới công viên giải trí Luna cho thử thách trình diễn thời trang tiếp theo trong phong cách quái vật trong rạp xiếc. Ngày hôm sau, họ đã được giám khảo Sergiy kiểm tra cách tạo dáng của họ bằng cách chụp hình trước những tấm gương méo, Alina là người làm tốt nhất nên sẽ được phân công một chủ đề cho người khác cho một buổi hài kịch sắp tới. Sau đó, họ đã phải tự suy nghĩ lời thoại trước khi một buổi chương trình hài kịch nói về những gì xảy ra trong suốt cuộc thi.
Ngày tiếp theo, các cô gái đã có một ngày thư giãn tại hồ bơi cùng với cá heo. Ngày hôm sau, họ đã có nhiệm vụ truy tìm kho báu khi họ phải tìm những manh mối liên quan tới buổi chụp hình tiếp theo của mình. Sau đó, họ được đưa tới một con tàu hải tặc cho buổi chụp hình tiếp theo hóa thân thành những tên cướp biển trên tàu, trong khi họ sẽ phải tạo dáng cùng với những sinh vật biển đã chết. Vào buổi đánh giá ngày kế tiếp, Vika trở thành thí sinh tiếp theo bị loại, nhưng sau đó thì Alla thông báo với cô rằng là cô vẫn được ở lại cuộc thi. Sau khi buổi loại trừ kết thúc, các cô gái đã quay về Kiev.
- Khách mời đặc biệt: Alexander Ogiy

### Tập 14
Khởi chiếu: 27 tháng 11 năm 2015
4 cô gái còn lại được gặp Sergiy và giám đốc của Buro 24/7, Tatyana Kremen, và đã có thử thách chụp hình khi lần này họ sẽ phải tạo dáng lại những tấm hình quảng cáo trước đó của Buro 24/7 cùng với nhiếp ảnh gia Anton Kovalenko. Kết quả là Arina chiến thắng thử thách và sẽ được xuất hiện trong chiến dịch quảng cáo cho Buro 24/7. Ngày hôm sau, họ được đưa tới một bệnh viện bỏ hoang cho buổi chụp hình tiếp theo hóa thân thành những bệnh nhân bị tâm thần, trong khi họ sẽ tạo dáng chung với Alla là người sẽ hóa thân thành y tá. Alina là người làm tốt nhất trong buổi chụp hình nên cô chọn Vika để nhận thưởng là một buổi tối giải trí trong quán karaoke.
Ngày tiếp theo, họ được đưa tới trung tâm mua sắm Gulliver cho thử thách trình diễn thời trang tiếp theo hóa thân thành những nàng tiên, trong khi họ sẽ bị treo lơ lửng trên không và phải đi ngang trên cửa kính của tòa nhà. Vào buổi đánh giá ngày hôm sau, Lera trở thành thí sinh tiếp theo bị loại.
- Nhiếp ảnh gia: Dmitry Goncharov
- Khách mời đặc biệt: Tatyana Kremen, Anton Kovalenko

### Tập 15
Khởi chiếu: 4 tháng 12 năm 2015
3 cô gái còn lại được đưa tới trường quay Film.ua cho buổi chụp hình tiếp theo hóa thân thành Charlie Chaplin trong khi họ sẽ tạo dáng chung với biên đạo viên Dmitro Kolyadenko là người sẽ hóa thân thành ông cảnh sát. Ngày hôm sau, họ đã có buổi chụp hình tiếp theo hóa thân thành những công chúa Trung Hoa đang chiến đấu với nhau, trong khi họ sẽ bị treo lơ lửng trên không. 
Ngày tiếp theo, họ đã được ngôi sao truyền hình Roman Gritsina đưa họ tới buổi chụp hình cuối cùng cho tạp chí Pink, lần này họ sẽ trở thành những quý cô sang trọng trên du thuyền cùng với Roman Gritsina. Sau đó, các cô gái đã có một buổi nói chuyện riêng với ban giám khảo. Vào buổi đánh giá, cả 3 cô gái đều được vào phòng an toàn nhưng kết quả cuối cùng thì Arina là thí sinh cuối cùng bị loại. Ngày hôm sau, Alina và Vika cùng 13 cô gái bị loại trước đó đã được gặp nhau tại City Beach Club cho buổi trình diễn thời trang cuối cùng cho nhà thiết kế Kristina Bobkova, qua phần trình diễn của nhóm nhạc The Maneken. Kết quả cuối cùng, Alina trở thành quán quân thứ hai của Supermodel po-ukrainsky.
- Nhiếp ảnh gia: Maks Pilipenko, Anton Tkachenko, Sonya Plakidyuk
- Khách mời đặc biệt: Dmytro Kolyadenko, Roman Gritsina, Ulyana Boyko, Eugen Filatov, Oleksandr Chunin, Maksym Shevchenko, Denys Marynkin, Kristina Bobkova, Slava Shayka, Vyacheslav Dyudenko, Alina Astrovska, Vlada Rogovenko, Teo Dekan, Andrey Bondart

## Thứ tự gọi tên
| Thứ tự | Tập         | Tập         | Tập         | Tập     | Tập     | Tập     | Tập     | Tập     | Tập    | Tập    | Tập    | Tập   | Tập   | Tập   | Tập   | Tập   |  |
| Thứ tự | 1           | 2           | 3           | 4       | 5       | 6       | 7       | 8       | 9      | 10     | 11     | 12    | 13    | 14    | 15    | 15    |  |
| ------ | ----------- | ----------- | ----------- | ------- | ------- | ------- | ------- | ------- | ------ | ------ | ------ | ----- | ----- | ----- | ----- | ----- |  |
| 1      | Katerina Y. | Nantina     | Lera        | Katya   | Nina    | Milana  | Nina    | Nina    | Karina | Alina  | Vika   | Vika  | Alina | Arina | Vika  | Alina |  |
| 2      | Nastya      | Karina      | Alina       | Nantina | Nantina | Nastya  | Karina  | Lera    | Arina  | Arina  | Alina  | Lera  | Arina | Alina | Alina | Vika  |  |
| 3      | Marina      | Marina      | Nina        | Alina   | Karina  | Lera    | Anya    | Vika    | Lera   | Lera   | Arina  | Alina | Lera  | Vika  | Arina |       |  |
| 4      | Svitlana    | Katya       | Masha       | Arina   | Milana  | Nantina | Nastya  | Arina   | Vika   | Karina | Lera   | Arina | Vika  | Lera  |       |       |  |
| 5      | Masha       | Nina        | Marina      | Karina  | Marina  | Karina  | Arina   | Anya    | Milana | Vika   | Anya   | Anya  |       |       |       |       |  |
| 6      | Nina        | Alina       | Nastya      | Anya    | Nastya  | Vika    | Milana  | Milana  | Alina  | Anya   | Karina |       |       |       |       |       |  |
| 7      | Katya       | Katerina L. | Milana      | Nina    | Katya   | Alina   | Alina   | Alina   | Anya   | Milana |        |       |       |       |       |       |  |
| 8      | Lera        | Arina       | Karina      | Lera    | Anya    | Katya   | Vika    | Karina  | Nina   |        |        |       |       |       |       |       |  |
| 9      | Karina      | Lera        | Katya       | Milana  | Vika    | Arina   | Nantina | Nantina |        |        |        |       |       |       |       |       |  |
| 10     | Milana      | Masha       | Nantina     | Vika    | Alina   | Anya    | Lera    | Nastya  |        |        |        |       |       |       |       |       |  |
| 11     | Arina       | Nastya      | Anya        | Marina  | Lera    | Nina    | Katya   |         |        |        |        |       |       |       |       |       |  |
| 12     | Nantina     | Milana      | Vika        | Nastya  | Arina   | Marina  |         |         |        |        |        |       |       |       |       |       |  |
| 13     | Katerina L. | Anya        | Arina       | Masha   |         |         |         |         |        |        |        |       |       |       |       |       |  |
| 14     | Anya        | Vika        | Katerina L. |         |         |         |         |         |        |        |        |       |       |       |       |       |  |
| 15     | Vika        | Katerina Y. |             |         |         |         |         |         |        |        |        |       |       |       |       |       |  |
| 16     |             | Svitlana    |             |         |         |         |         |         |        |        |        |       |       |       |       |       |  |

     Thí sinh được miễn loại
     Thí sinh bị loại trước buổi đánh giá
     Thí sinh ban đầu bị loại nhưng được cứu
     Thí sinh bị loại
     Thí sinh dừng cuộc thi
     Thí sinh chiến thắng cuộc thi
- Thứ tự gọi tên chỉ lần lượt từng người an toàn
- Tập 1 là tập casting. top 30 thí sinh bán kết được để lại trong phòng khách trong khi các giám khảo đang cân nhắc trong một căn phòng riêng biệt. Khi ban giám khảo đưa ra quyết định của họ về mọi cô gái, 15 thí sinh đã được chọn vào cuộc thi.
- Trong tập 2, Svitlana dừng cuộc thi nên Alina, thí sinh bán kết bị loại ở tập trước, tham gia cuộc thi như là người thay thế cô.
- Trong tập 3, Valeria đã được miễn loại vì giành chiến thắng trong thử thách trình diễn thời trang.
- Trong tập 4, Viktoria đã được miễn loại vì giành chiến thắng trong thử thách tạo dáng.
- Trong tập 5, Karina, Katya, Marina, Nastya, Nina & Vika được miễn loại vì giành chiến thắng trong thử thách nhảy. Arina ban đầu bị loại sau khi quyết định của các giám khảo, nhưng được phép ở lại trong cuộc thi.
- Trong tập 8, Nina đã được miễn loại vì giành chiến thắng trong thử thách trình diễn thời trang.
- Trong tập 9, Karina đã được miễn loại vì giành chiến thắng thử thách. Các cô gái được yêu cầu bỏ phiếu cho người mà họ nghĩ là có phần thể hiện tệ nhất trong buổi chụp hình. Nhưng họ không biết rằng là họ sẽ bỏ phiếu cho người nên bị loại và kết quả Nina là thí sinh có nhiều phiếu bầu nhất với 5 phiếu bầu, đồng nghĩa với việc là cô đã bị loại.
- Trong tập 10, Alina đã được miễn loại vì giành chiến thắng thử thách.
- Trong tập 13, Vika ban đầu bị loại sau khi quyết định của các giám khảo, nhưng được phép ở lại trong cuộc thi.

### Buổi chụp hình
- Tập 1: Tạo dáng với chữ cái của logo chương trình (casting)
- Tập 2: Tạo dáng trong khi bị tạt sơn; Tay chơi nhạc cụ
- Tập 3: Trình diễn thời trang bên trong khu trung tâm mua sắm
- Tập 4: Vũ công hip hop
- Tập 5: Tạo dáng trong trang phục vũ điệu truyền thống của các đất nước
- Tập 6: Nhân vật nổi tiếng rơi lơ lửng trên không
- Tập 7: Hóa thân thành búp bê bị hỏng tuyên truyền việc phòng chống bạo lực
- Tập 8: Tạo dáng bên trong xe đua chuyển động
- Tập 9: Người ngoài hành tinh dưới nước
- Tập 10: Chú dơi lộn ngược với rắn và nhện
- Tập 11: Sơn người kiểu động vật với con vật đó
- Tập 12: Võ sĩ giác đấu
- Tập 13: Cướp biển trên tàu
- Tập 14: Bệnh nhân trong nhà thương điên với Alla Kostromichova
- Tập 15: Charlie Chaplin và ông cảnh sát; Công chúa Trung Hoa đối đầu trên không theo cặp; Sang trọng trên du thuyền cho tạp chí Pink